# Al-Arabiya
Al-Arabiya (arabiska: العربية ) är en arabiskspråkig nyhetskanal baserad i Dubai, Förenade arabemiraten. Kanalen ägs av tv-bolaget MBC som kontrolleras av den saudiska kungafamiljen. Den sänder nyheter, sport, talkshows och dokumentärer över stora delar av världen.
Al-Arabiya skapades 2003 som en direkt konkurrent till qatariska al-Jazira. Grundarna var bland annat kritiska till att Al-Jazira kritiserat den saudiska kungafamiljen och gett utrymme åt arabiska dissidenter i exil. Ursprungliga delägare var även libanesiska Hariri Group samt investerare från Saudiarabien, Kuwait och gulfstaterna. TV-kanalens nyhetssajt lanserades 2004 och fick en engelsk version 2007 samt versioner på persiska och urdu 2008.